# 柯小刚
柯小刚（1945年—），男，广东海丰人，中华人民共和国政治人物、外交官。

## 生平
生于广东省海丰县赤石镇，早年在大宝山矿山务工，1973年加入中共，随即进入北京外交人员服务局工作，曾担任中华人民共和国外交部美大司副处长、处长，中国驻墨西哥大使馆参赞、外交部美大司参赞等职，1990年来到葡属澳门，出任新华社澳门分社副社长，澳门于1999年回归中国后，柯氏随即出任中央人民政府駐澳門特別行政區聯絡辦公室副主任。
2003年，他接替张沙鹰，担任中华人民共和国驻阿根廷大使。2005年，由张拓接任。2006年2月后，任广东省政协副主席。2008年，当选第十一届全国政协委员，代表社会科学界，分入第三十二组。并担任外事委员会专委。